# Liste der olympischen Medaillengewinner aus der Schweiz
Die Liste der olympischen Medaillengewinner aus der Schweiz listet alle Athleten aus der Schweiz auf, die bei Olympischen Spielen eine Medaille gewinnen konnten. Insgesamt haben Sportler aus der Schweiz 379 Medaillen gewonnen (116 × Gold, 128 × Silber und 135 × Bronze). (Stand: 10. August 2024)
Zurück zu Olympische Geschichte der Schweiz
| Schweiz bei den Olympischen Sommerspielen                                              | Schweiz bei den Olympischen Sommerspielen | Schweiz bei den Olympischen Sommerspielen | Schweiz bei den Olympischen Sommerspielen | Schweiz bei den Olympischen Sommerspielen | Schweiz bei den Olympischen Sommerspielen |      | Schweiz bei den Olympischen Winterspielen | Schweiz bei den Olympischen Winterspielen | Schweiz bei den Olympischen Winterspielen | Schweiz bei den Olympischen Winterspielen | Schweiz bei den Olympischen Winterspielen | Schweiz bei den Olympischen Winterspielen |
| Jahr                                                                                   | Gold                                      | Silber                                    | Bronze                                    | Gesamt                                    | Rang                                      | Jahr | Gold                                      | Silber                                    | Bronze                                    | Gesamt                                    | Rang                                      |                                           |
| 1896                                                                                   | 1                                         | 2                                         | 0                                         | 3                                         | 10                                        |      |                                           |                                           |                                           |                                           |                                           |                                           |
| 1900                                                                                   | 6                                         | 2                                         | 1                                         | 9                                         | 5                                         |      |                                           |                                           |                                           |                                           |                                           |                                           |
| 1904                                                                                   | –                                         | –                                         | –                                         | –                                         | –                                         |      |                                           |                                           |                                           |                                           |                                           |                                           |
| 1908                                                                                   | 0                                         | 0                                         | 0                                         | 0                                         |                                           |      |                                           |                                           |                                           |                                           |                                           |                                           |
| 1912                                                                                   | 0                                         | 0                                         | 0                                         | 0                                         |                                           |      |                                           |                                           |                                           |                                           |                                           |                                           |
| 1920                                                                                   | 2                                         | 2                                         | 7                                         | 11                                        | 13                                        |      |                                           |                                           |                                           |                                           |                                           |                                           |
| 1924                                                                                   | 7                                         | 8                                         | 10                                        | 25                                        | 6                                         |      | 1924                                      | 2                                         | 0                                         | 1                                         | 3                                         | 4                                         |
| 1928                                                                                   | 7                                         | 4                                         | 4                                         | 15                                        | 6                                         |      | 1928                                      | 0                                         | 0                                         | 1                                         | 1                                         | 8                                         |
| 1932                                                                                   | 0                                         | 1                                         | 0                                         | 1                                         | 22                                        |      | 1932                                      | 0                                         | 1                                         | 0                                         | 1                                         | 8                                         |
| 1936                                                                                   | 1                                         | 9                                         | 5                                         | 15                                        | 16                                        |      | 1936                                      | 1                                         | 2                                         | 0                                         | 3                                         | 5                                         |
| 1948                                                                                   | 5                                         | 10                                        | 5                                         | 20                                        | 9                                         |      | 1948                                      | 3                                         | 4                                         | 3                                         | 10                                        | 3                                         |
| 1952                                                                                   | 2                                         | 6                                         | 6                                         | 14                                        | 11                                        |      | 1952                                      | 0                                         | 0                                         | 2                                         | 2                                         | 11                                        |
| 1956                                                                                   | 0                                         | 0                                         | 1                                         | 1                                         | 35                                        |      | 1956                                      | 3                                         | 2                                         | 1                                         | 6                                         | 4                                         |
| 1960                                                                                   | 0                                         | 3                                         | 3                                         | 6                                         | 24                                        |      | 1960                                      | 2                                         | 0                                         | 0                                         | 2                                         | 8                                         |
| 1964                                                                                   | 1                                         | 2                                         | 1                                         | 4                                         | 22                                        |      | 1964                                      | 0                                         | 0                                         | 0                                         | 0                                         |                                           |
| 1968                                                                                   | 0                                         | 1                                         | 4                                         | 5                                         | 33                                        |      | 1968                                      | 0                                         | 2                                         | 4                                         | 6                                         | 14                                        |
| 1972                                                                                   | 0                                         | 3                                         | 0                                         | 3                                         | 26                                        |      | 1972                                      | 4                                         | 3                                         | 3                                         | 10                                        | 3                                         |
| 1976                                                                                   | 1                                         | 1                                         | 2                                         | 4                                         | 20                                        |      | 1976                                      | 1                                         | 3                                         | 1                                         | 5                                         | 8                                         |
| 1980                                                                                   | 2                                         | 0                                         | 0                                         | 2                                         | 19                                        |      | 1980                                      | 1                                         | 1                                         | 3                                         | 5                                         | 10                                        |
| 1984                                                                                   | 0                                         | 4                                         | 4                                         | 8                                         | 26                                        |      | 1984                                      | 2                                         | 2                                         | 1                                         | 5                                         | 7                                         |
| 1988                                                                                   | 0                                         | 2                                         | 2                                         | 4                                         | 33                                        |      | 1988                                      | 5                                         | 5                                         | 5                                         | 15                                        | 3                                         |
| 1992                                                                                   | 1                                         | 0                                         | 0                                         | 1                                         | 37                                        |      | 1992                                      | 1                                         | 0                                         | 2                                         | 3                                         | 14                                        |
| 1996                                                                                   | 4                                         | 3                                         | 0                                         | 7                                         | 18                                        |      | 1994                                      | 3                                         | 4                                         | 2                                         | 9                                         | 8                                         |
| 2000                                                                                   | 1                                         | 6                                         | 2                                         | 9                                         | 37                                        |      | 1998                                      | 2                                         | 2                                         | 3                                         | 7                                         | 12                                        |
| 2004                                                                                   | 1                                         | 1                                         | 3                                         | 5                                         | 46                                        |      | 2002                                      | 3                                         | 2                                         | 6                                         | 11                                        | 11                                        |
| 2008                                                                                   | 2                                         | 1                                         | 4                                         | 7                                         | 34                                        |      | 2006                                      | 5                                         | 4                                         | 5                                         | 14                                        | 8                                         |
| 2012                                                                                   | 2                                         | 2                                         | 0                                         | 4                                         | 33                                        |      | 2010                                      | 6                                         | 0                                         | 3                                         | 9                                         | 6                                         |
| 2016                                                                                   | 3                                         | 2                                         | 2                                         | 7                                         | 24                                        |      | 2014                                      | 7                                         | 2                                         | 2                                         | 11                                        | 7                                         |
| 2020                                                                                   | 3                                         | 4                                         | 6                                         | 13                                        | 24                                        |      | 2018                                      | 5                                         | 6                                         | 4                                         | 15                                        | 8                                         |
| 2024                                                                                   | 1                                         | 2                                         | 5                                         | 8                                         | 48                                        |      | 2022                                      | 7                                         | 2                                         | 6                                         | 15                                        | 8                                         |
| Gesamt                                                                                 | 53                                        | 81                                        | 77                                        | 211                                       |                                           |      | Gesamt                                    | 63                                        | 47                                        | 58                                        | 168                                       |                                           |
| \| \| Gold \| Silber \| Bronze \| Gesamt \| \| Ges. S+W \| 116 \| 128 \| 135 \| 379 \| |                                           |                                           |                                           |                                           |                                           |      |                                           |                                           |                                           |                                           |                                           |                                           |
|                                                                                        | Gold                                      | Silber                                    | Bronze                                    | Gesamt                                    |                                           |      |                                           |                                           |                                           |                                           |                                           |                                           |
| Ges. S+W                                                                               | 116                                       | 128                                       | 135                                       | 379                                       |                                           |      |                                           |                                           |                                           |                                           |                                           |                                           |

## Medaillengewinner

### A
- Max Abegglen – Fussball (0-1-0)
Paris 1924: Silber, Fussball Männer
- Paul Accola – Ski Alpin (0-0-1)
Calgary 1988: Bronze, Alpine Kombination Männer
- Alfred Achermann – Radsport (0-1-0)
Los Angeles 1984: Silber, 100-km-Mannschaftszeitfahren Männer
- Donat Acklin – Bob (2-1-1)
Albertville 1992: Gold, Zweierbob Männer
Albertville 1992: Bronze, Viererbob Männer
Lillehammer 1994: Gold, Zweierbob Männer
Lillehammer 1994: Silber, Viererbob Männer
- Guido Acklin – Bob (0-1-0)
Lillehammer 1994: Silber, Zweierbob Männer
- Eugene Addor – Schiessen (0-0-1)
Antwerpen 1920: Bronze, Armeegewehr Liegend Mannschaft Männer
- Luca Aerni – Ski Alpin (1-0-0)
Pyeongchang 2018: Gold, Mannschaftswettbewerb
- Hans Aichele – Bob (0-1-0)
Garmisch-Partenkirchen 1936: Silber, Viererbob Männer
- Brigitte Albrecht-Loretan – Skilanglauf (0-0-1)
Salt Lake City 2002: Bronze, 4 × 5-km-Staffel Frauen
- Émile Albrecht – Rudern (1-0-1)
Paris 1924: Gold, Vierer mit Steuermann
Paris 1924: Bronze, Vierer ohne Steuermann
- Janine Alder – Eishockey (0-0-1)
Sotschi 2014: Bronze, Frauen
- Robert Alt – Bob (1-0-0)
Cortina d’Ampezzo 1956: Gold, Viererbob Männer
- Livia Altmann – Eishockey (0-0-1)
Sotschi 2014: Bronze, Frauen
- Simon Ammann – Skispringen (4-0-0)
Salt Lake City 2002: Gold, Normalschanze
Salt Lake City 2002: Gold, Grossschanze
Vancouver 2010: Gold, Normalschanze
Vancouver 2010: Gold, Großschanze
- Gustave Amoudruz – Schiessen (0-0-2)
Antwerpen 1920: Bronze, Armeerevolver 30 m, Mannschaft Männer
- Steve Anderhub – Bob (0-1-0)
Salt Lake City 2002: Silber, Zweierbob Männer
- Gian Andreossi – Eishockey (0-0-1)
St. Moritz 1928: Bronze, Männer
- Mezzi Andreossi – Eishockey (0-0-1)
St. Moritz 1928: Bronze, Männer
- Dominic Andres – Curling (1-0-0)
Nagano 1998: Gold, Männer
- Heinrich Angst – Bob (1-0-0)
Cortina d’Ampezzo 1956: Gold, Viererbob Männer
- Max Angst – Bob (0-0-1)
Cortina d’Ampezzo 1956: Bronze, Zweierbob Männer
- Martin Annen – Bob (0-0-3)
Salt Lake City 2002: Bronze, Zweierbob Männer
Turin 2006: Bronze, Zweierbob Männer
Turin 2006: Bronze, Viererbob Männer
- Michel Ansermet – Schiessen (0-1-0)
Sydney 2000: Silber, Schnellfeuerpistole Männer
- Sophie Anthamatten – Eishockey (0-0-1)
Sotschi 2014: Bronze, Frauen
- Sergei Aschwanden – Judo (0-0-1)
Peking 2008: Bronze, Mittelgewicht Männer
- Alfred Aufdenblatten – Biathlon (1-0-0)
Chamonix 1924: Gold, Militärpatrouille Männer

### B
- Walter Bach – Turnen (0-1-0)
Berlin 1936: Silber, Mehrkampf Mannschaft Männer
- Ulrich Bächli – Bob (0-2-0)
Innsbruck 1976: Silber, Viererbob Männer
Lake Placid 1980: Silber, Viererbob Männer
- Albert Bachmann – Turnen (0-1-1)
Berlin 1936: Bronze, Seitpferd Männer
Berlin 1936: Silber, Mehrkampf Mannschaft Männer
- Alfred Bachmann – Rudern (0-1-0)
München 1972: Silber, Zweier ohne Steuermann
- Timea Bacsinszky – Tennis (0-1-0)
Rio de Janeiro 2016: Silber, Doppel Frauen
- Hans Bänninger – Eishockey (0-0-1)
St. Moritz 1948: Bronze, Männer
- Paul Barth – Fechten (0-0-1)
Helsinki 1952: Bronze, Degen Mannschaft Männer
- Amy-Cathérine de Bary – Reiten (0-1-0)
Los Angeles 1984: Silber, Dressur Mannschaft
- Alex Baumann – Bob (1-0-0)
Sotschi 2014: Gold, Zweierbob Männer
- Hermann Baumann – Ringen (0-0-1)
London 1948: Bronze, Freistil, Leichtgewicht Männer
- Daniela Baumer – Kanu (0-1-0)
Atlanta 1996: Silber, 500 m Kajak-Vierer Frauen
- Walter Beck – Turnen (0-1-0)
Berlin 1936: Silber, Mehrkampf Mannschaft Männer
- Félix Bédouret – Fussball (0-1-0)
Paris 1924: Silber, Fussball Männer
- Binia Beeli – Curling (0-1-0)
Turin 2006: Silber, Frauen
- Joseph Beerli – Bob (1-1-0)
Garmisch-Partenkirchen 1936: Gold, Viererbob Männer
Garmisch-Partenkirchen 1936: Silber, Zweierbob Männer
- Belinda Bencic – Tennis (1-1-0)
Tokio 2020: Gold, Einzel Frauen
Tokio 2020: Silber, Doppel Frauen
- Josef Benz – Bob (1-2-1)
Innsbruck 1976: Silber, Viererbob Männer
Innsbruck 1976: Bronze, Zweierbob Männer
Lake Placid 1980: Silber, Viererbob Männer
Lake Placid 1980: Gold, Zweierbob Männer
- Laura Benz – Eishockey (0-0-1)
Sotschi 2014: Bronze, Frauen
- Sara Benz – Eishockey (0-0-1)
Sotschi 2014: Bronze, Frauen
- Madeleine Berthod – Ski Alpin (1-0-0)
Cortina d’Ampezzo 1956: Gold, Abfahrt Frauen
- Hermann Betschart – Rudern (0-1-1)
Berlin 1936: Silber, Vierer mit Steuermann
Berlin 1936: Bronze, Vierer ohne Steuermann
- Enrico Bianchi – Rudern (0-1-0)
Helsinki 1952: Silber, Vierer mit Steuermann
- Laurence Bidaud – Curling (0-1-0)
Salt Lake City 2002: Silber, Frauen
- Fredy Bieler – Eishockey (0-0-1)
St. Moritz 1948: Bronze, Männer
- Marc Bischofberger – Freestyle-Skiing (0-1-0)
Pyeongchang 2018: Silber, Skicross Männer
- Barbara Blatter – Radsport (0-1-0)
Sydney 2000: Silber, Mountainbike Frauen
- Max Bloesch – Handball (0-0-1)
Berlin 1936: Bronze, Handball
- Fernande Bochatay – Ski Alpin (0-0-1)
Grenoble 1968: Bronze, Riesenslalom Frauen
- Franz Böckli – Schiessen (1-0-0)
Paris 1900: Gold, Militärgewehr, Mannschaft Männer
- Ueli Bodenmann – Rudern (0-1-0)
Seoul 1988: Silber, Doppelzweier Männer
- Arnold Bögli – Ringen (0-1-0)
Amsterdam 1928: Silber, Freistil, Halbschwergewicht Männer
- Heinrich Boller – Eishockey (0-0-1)
St. Moritz 1948: Bronze, Männer
- Peter Bolliger – Rudern (0-0-1)
Mexiko-Stadt 1968: Bronze, Vierer mit Steuermann
- Rudolf Bosshard – Rudern (0-0-1)
Paris 1924: Bronze, Doppelzweier Männer
- Hans Bourquin – Rudern (1-0-0)
Amsterdam 1928: Gold, Zweier mit Steuermann
- Charles Bouvier – Bob (1-0-0)
Garmisch-Partenkirchen 1936: Gold, Viererbob Männer
- Fritz Bösch – Rudern (0-1-0)
Amsterdam 1928: Silber, Vierer mit Steuermann
- Colette Brand – Freestyle-Skiing (0-0-1)
Nagano 1998: Bronze, Springen Frauen
- Robert Breiter – Eishockey (0-0-1)
St. Moritz 1928: Bronze, Männer
- Willy Brüderlin – Rudern (1-0-0)
Antwerpen 1920: Gold, Vierer mit Steuermann
- Edmund Bruggmann – Ski Alpin (0-1-0)
Sapporo 1972: Silber, Riesenslalom Männer
- Nina Brunner – Beachvolleyball (0-0-1)
Paris 2024: Bronze, Frauen
- Otto Bucher – Rudern (0-1-0)
Amsterdam 1928: Silber, Vierer mit Steuermann
- Edgar Buchwalder – Radsport (0-1-0)
Berlin 1936: Silber, Mannschaftszeitfahren Männer
- Anton Bühler – Reiten (0-1-1)
Rom 1960: Silber, Military Mannschaft
Rom 1960: Bronze, Military Einzel
- Hans Bühler – Reiten (0-1-0)
Paris 1924: Silber, Springreiten, Mannschaft
- Nicole Bullo – Eishockey (0-0-1)
Sotschi 2014: Bronze, Frauen
- Robert Bürchler – Schiessen (0-1-0)
Helsinki 1952: Silber, Freies Gewehr Männer
- Hans Bütikofer – Bob (0-1-0)
Garmisch-Partenkirchen 1936: Silber, Viererbob Männer

### C
- Werner Camichel – Bob (1-0-0)
Sapporo 1972: Gold, Viererbob Männer
- Fabian Cancellara – Rad Einzel (2-1-0)
Peking 2008: Silber, Strassenrennen Männer
Peking 2008: Gold, Einzelzeitfahren Männer
Rio de Janeiro 2016: Gold, Einzelzeitfahren Männer
- Édouard Candeveau – Rudern (1-0-1)
Antwerpen 1920: Bronze, Zweier mit Steuermann
Paris 1924: Gold, Zweier mit Steuermann
- Hans Candrian – Bob (0-0-1)
Grenoble 1968: Bronze, Viererbob Männer
- Reto Capadrutt – Bob (0-2-0)
Lake Placid 1932: Silber, Zweierbob Männer
Garmisch-Partenkirchen 1936: Silber, Viererbob Männer
- Ferdinand Cattini – Eishockey (0-0-1)
St. Moritz 1948: Bronze, Männer
- Hans Cattini – Eishockey (0-0-1)
St. Moritz 1948: Bronze, Männer
- Henri Chammartin – Reiten (1-2-2)
Helsinki 1952: Silber, Dressur Mannschaft
Melbourne 1956: Bronze, Dressur Mannschaft
Tokio 1964: Gold, Dressur Einzel
Tokio 1964: Silber, Dressur Mannschaft
Mexiko-Stadt 1968: Bronze, Dressur Mannschaft
- Nina Christen – Schiessen (1-0-1)
Tokio 2020: Bronze, 10 Luftgewehr Frauen
Tokio 2020: Gold, 50 m Kleinkaliber-Dreistellungskampf Frauen
- Zoé Claessens – Radsport (0-0-1)
Paris 2024: Bronze, BMX-Rennen Frauen
- Renée Colliard – Ski Alpin (1-0-0)
Cortina d’Ampezzo 1956: Gold, Slalom Frauen
- Roland Collombin – Ski Alpin (0-1-0)
Sapporo 1972: Silber, Abfahrt Männer
- Dario Cologna – Skilanglauf (4-0-0)
Vancouver 2010: Gold, Langlauf, 15 km Freistil Männer
Sotschi 2014: Gold, Langlauf, 30 km Skiathlon Männer
Sotschi 2014: Gold, Langlauf, 15 km klassisch Männer
Pyeongchang 2018: Gold, 15 km Freistil Männer
- Henri Copponex – Segeln (0-0-1)
Rom 1960: Bronze, 5,5-m-Klasse Männer
- Charles Courant – Ringen (0-1-1)
Antwerpen 1920: Silber, Freistil, Halbschwergewicht Männer
Paris 1924: Bronze, Freistil, Halbschwergewicht Männer
- Peter de Cruz – Curling (0-0-1)
Pyeongchang 2018: Bronze, Männer
- Didier Cuche – Ski Alpin (0-1-0)
Nagano 1998: Silber, Super-G Männer
- Jean-Yves Cuendet – Nordische Kombination (0-0-1)
Lillehammer 1994: Bronze, Nordische Kombination Mannschaft Männer

### D
- Étienne Dagon – Schwimmen (0-0-1)
Los Angeles 1984: Bronze, 200 m Brust Männer
- Frieda Dänzer – Ski Alpin (0-1-0)
Cortina d’Ampezzo 1956: Silber, Abfahrt Frauen
- Jean-Daniel Dätwyler – Ski Alpin (0-0-1)
Grenoble 1968: Bronze, Abfahrt Männer
- Didier Défago – Ski Alpin (1-0-0)
Vancouver 2010: Gold, Abfahrt Männer
- Julie Derron – Triathlon (0-1-0)
Paris 2024: Silber, Einzel Frauen
- Jérémy Desplanches – Schwimmen (0-0-1)
Tokio 2020: Bronze, 200 m Lagen Männer
- Gottfried Diener – Bob (1-0-0)
Cortina d’Ampezzo 1956: Gold, Viererbob Männer
- Heidi Diethelm Gerber – Schiessen (0-0-1)
Rio de Janeiro 2016: Bronze, 25 m Sportpistole Frauen
- Walter Dietrich – Fussball (0-1-0)
Paris 1924: Silber, Fussball Männer
- Hugo Dietsche – Ringen (0-0-1)
Los Angeles 1984: Bronze, griechisch-römisch Federgewicht Männer
- Robert Dill-Bundi – Radsport (1-0-0)
Moskau 1980: Gold, 4000 m Einerverfolgung Männer
- Nikita Ducarroz – Radsport (0-0-1)
Tokio 2020: Bronze, BMX-Freestyle Frauen
- Louis Dufour – Eishockey (0-0-1)
St. Moritz 1928: Bronze, Männer
- Bernard Dunand – Segeln (0-1-0)
Mexiko-Stadt 1968: Silber, 5,5-m-Klasse Männer
- Hans Dürst – Eishockey (0-0-1)
St. Moritz 1948: Bronze, Männer
- Walter Dürst – Eishockey (0-0-1)
St. Moritz 1948: Bronze, Männer

### E
- Paul Hans Eberhard – Bob (0-1-0)
St. Moritz 1948: Silber, Zweierbob Männer
- Luzia Ebnöther – Curling (0-1-0)
Salt Lake City 2002: Silber, Frauen
- Hans Egli – Schiessen (0-0-1)
Antwerpen 1920: Bronze, Armeerevolver 30 m, Mannschaft Männer
- Karl Ehrenbolger – Fussball (0-1-0)
Paris 1924: Silber, Fussball Männer
- Sabine Eichenberger – Kanu (0-1-0)
Atlanta 1996: Silber, 500 m Kajak-Vierer Frauen
- Felix Endrich – Bob (1-0-0)
St. Moritz 1948: Gold, Zweierbob Männer
- Romy Eggimann – Eishockey (0-0-1)
Sotschi 2014: Bronze, Frauen
- Markus Eggler – Curling (0-0-2)
Salt Lake City 2002: Bronze, Männer
Vancouver 2010: Bronze, Männer
- Émile Ess – Rudern (0-1-0)
Helsinki 1952: Silber, Vierer mit Steuermann
- Hans Eugster – Turnen (1-1-1)
Helsinki 1952: Gold, Barren Männer
Helsinki 1952: Silber, Mehrkampf Mannschaft Männer
Helsinki 1952: Bronze, Ringe Männer
- Guy Evéquoz – Fechten (0-1-0)
München 1972: Silber, Degen Mannschaft Männer
- Jean-Blaise Evéquoz – Fechten (0-0-1)
Montréal 1976: Bronze, Degen Mannschaft Männer

### F
- Ulrich Fahrner – Schiessen (0-0-1)
Antwerpen 1920: Bronze, Freies Gewehr Dreistellungskampf Mannschaft Männer
- Rolf Fäs – Handball (0-0-1)
Berlin 1936: Bronze, Handball
- Charles Fasel – Eishockey (0-0-1)
St. Moritz 1928: Bronze, Männer
- Ekkehard Fasser – Bob (1-0-0)
Calgary 1988: Gold, Viererbob Männer
- Marcel Fässler – Bob (1-0-0)
Calgary 1988: Gold, Viererbob Männer
- Paul Fässler – Fussball (0-1-0)
Paris 1924: Silber, Fussball Männer
- Willy Favre – Ski Alpin (0-1-0)
Grenoble 1968: Silber, Riesenslalom Männer
- Roger Federer – Tennis (1-1-0)
Peking 2008: Gold, Doppel Männer
London 2012: Silber, Einzel Männer
- Denise Feierabend – Ski Alpin (1-0-0)
Pyeongchang 2018: Gold, Mannschaftswettbewerb
- Fritz Feierabend – Bob (0-3-2)
Garmisch-Partenkirchen 1936: Silber, Zweierbob Männer
Garmisch-Partenkirchen 1936: Silber, Viererbob Männer
St. Moritz 1948: Silber, Zweierbob Männer
Oslo 1952: Bronze, Zweierbob Männer
Oslo 1952: Bronze, Viererbob Männer
- Alfred Felber – Rudern (1-0-1)
Antwerpen 1920: Bronze, Zweier mit Steuermann
Paris 1924: Gold, Zweier mit Steuermann
- Raymond Fellay – Ski Alpin (0-1-0)
Cortina d’Ampezzo 1956: Silber, Abfahrt Männer
- Beat Feuz – Ski Alpin (1-1-1)
Pyeongchang 2018: Bronze, Abfahrt Männer
Pyeongchang 2018: Silber, Super-G Männer
Peking 2022: Gold, Abfahrt Männer
- Michela Figini – Ski Alpin (1-1-0)
Sarajevo 1984: Gold, Abfahrt Frauen
Calgary 1988: Silber, Super-G Frauen
- André Filippini – Bob (0-0-1)
Oslo 1952: Bronze, Viererbob Männer
- Marcel Fischer – Fechten (1-0-0)
Athen 2004: Gold, Degen Einzel Männer
- Gustav Fischer – Reiten (0-2-3)
Helsinki 1952: Silber, Dressur Mannschaft
Melbourne 1956: Bronze, Dressur Mannschaft
Rom 1960: Silber, Dressur Einzel
Tokio 1964: Silber, Dressur Mannschaft
Mexiko-Stadt 1968: Bronze, Dressur Mannschaft
- Heinrich Fischer – Rudern (0-1-0)
München 1972: Silber, Zweier ohne Steuermann
- Willy Fitting – Fechten (0-0-1)
Helsinki 1952: Bronze, Degen Mannschaft Männer
- Alex Fiva – Freestyle-Skiing (0-1-0)
Peking 2022: Silber, Skicross Männer
- Ernst Fivian – Turnen (0-1-0)
Helsinki 1952: Silber, Mehrkampf Mannschaft Männer
- Mathias Flückiger – Radsport (0-1-0)
Tokio 2020: Silber, Mountainbike Männer
- Sarah Forster – Eishockey (0-0-1)
Sotschi 2014: Bronze, Frauen
- Angela Frautschi – Eishockey (0-0-1)
Sotschi 2014: Bronze, Frauen
- Karl Frei – Turnen (1-1-0)
London 1948: Gold, Ringe Männer
London 1948: Silber, Mehrkampf Mannschaft Männer
- Sina Frei – Radsport (0-1-0)
Tokio 2020: Silber, Mountainbike Frauen
- Tanya Frei – Curling (0-1-0)
Salt Lake City 2002: Silber, Frauen
- Rico Freiermuth – Bob (0-0-1)
Sarajevo 1984: Bronze, Viererbob Männer
- Tanja Frieden – Snowboard (1-0-0)
Turin 2006: Gold, Snowboardcross Frauen
- Thomas Frischknecht – Radsport (0-1-0)
Atlanta 1996: Silber, Mountainbike Männer
- Gottlieb Fröhlich – Rudern (0-0-1)
Mexiko-Stadt 1968: Bronze, Vierer mit Steuermann
- Markus Fuchs – Reiten (0-1-0)
Sydney 2000: Silber, Springreiten Mannschaft

### G
- Nevin Galmarini – Snowboard (1-1-0)
Sotschi 2014: Silber, Parallel-Riesenslalom Männer
Pyeongchang 2018: Gold, Parallel-Riesenslalom Männer
- Burkhard Gantenbein – Handball (0-0-1)
Berlin 1936: Bronze, Handball
- Arnold Gartmann – Bob (1-0-0)
Garmisch-Partenkirchen 1936: Gold, Viererbob Männer
- Selina Gasparin – Biathlon (0-1-0)
Sotschi 2014: Silber, 15 km Einzel Frauen
- Georges Gautschi – Eiskunstlauf (0-0-1)
Chamonix 1924: Bronze, Einzel Männer
- Ernst Gebendinger – Turnen (0-1-0)
Helsinki 1952: Silber, Mehrkampf Mannschaft Männer
- Hermann Gehri – Ringen (1-0-0)
Paris 1924: Gold, Freistil, Halbmittelgewicht Männer
- Oscar Geier – Bob (0-1-0)
Lake Placid 1932: Silber, Zweierbob Männer
- Alphonse Gemuseus – Reiten (1-1-0)
Paris 1924: Gold, Springreiten Einzel
Paris 1924: Silber, Springreiten Mannschaft
- Albert Geromini – Eishockey (0-0-1)
St. Moritz 1928: Bronze, Männer
- Hans Gerschwiler – Eiskunstlauf (0-1-0)
St. Moritz 1948: Silber, Männer
- Domenico Giambonini – Schiessen (0-0-1)
Antwerpen 1920: Bronze, Armeerevolver 30 m, Mannschaft Männer
- Markus Gier – Rudern (1-0-0)
Atlanta 1996: Gold, Leichtgewichts-Doppelzweier Männer
- Michael Gier – Rudern (1-0-0)
Atlanta 1996: Gold, Leichtgewichts-Doppelzweier Männer
- Albert Giger – Skilanglauf (0-0-1)
Sapporo 1972: Bronze, 4 × 10-km-Staffel Männer
- Daniel Giger – Fechten (0-1-1)
München 1972: Silber, Degen Mannschaft Männer
Montréal 1976: Bronze, Degen Mannschaft Männer
- Silvio Giobellina – Bob (0-0-1)
Sarajevo 1984: Bronze, Viererbob Männer
- Pierre-Simon Girard – Segeln (0-0-1)
Rom 1960: Bronze, 5,5-m-Klasse Männer
- Dominique Gisin – Ski Alpin (1-0-0)
Sotschi 2014: Gold, Abfahrt Frauen
- Michelle Gisin – Ski Alpin (2-0-1)
Pyeongchang 2018: Gold, Alpine Kombination Frauen
Peking 2022: Bronze, Super-G Frauen
Peking 2022: Gold, Alpine Kombination Frauen
- Fredy Glanzmann – Nordische Kombination (0-1-0)
Calgary 1988: Silber, Nordische Kombination Mannschaft Männer
- Gaston Godel – Leichtathletik (0-1-0)
London 1948: Silber, 50-km-Gehen Männer
- Audrey Gogniat – Schiessen (0-0-1)
Paris 2024: Bronze, 10 m Luftgewehr Frauen
- Viktorija Golubic – Tennis (0-1-0)
Tokio 2020: Silber, Doppel Frauen
- Ernst Good – Ski Alpin (0-1-0)
Innsbruck 1976: Silber, Riesenslalom Männer
- Marianne Gossweiler – Reiten (0-1-1)
Tokio 1964: Silber, Dressur Mannschaft
Mexiko-Stadt 1968: Bronze, Dressur Mannschaft
- Gustav Gottenkieny – Fussball (0-1-0)
Paris 1924: Silber, Fussball Männer
- Reto Götschi – Bob (0-1-0)
Lillehammer 1994: Silber, Zweierbob Männer
- Walter Graf – Bob (0-0-1)
Grenoble 1968: Bronze, Viererbob Männer
- Cédric Grand – Bob (0-0-1)
Turin 2006: Bronze, Viererbob Männer
- Mathilde Gremaud – Freestyle-Skiing (1-1-1)
Pyeongchang 2018: Silber, Slopestyle Frauen
Peking 2022: Bronze, Big Air Frauen
Peking 2022: Gold, Slopestyle Frauen
- Damian Grichting – Curling (0-0-1)
Salt Lake City 2002: Bronze, Männer
- Hans Grieder – Turnen (1-0-1)
Paris 1924: Bronze, Mehrkampf Mannschaft Männer
Amsterdam 1928: Gold, Mehrkampf Mannschaft Männer
- Jakob Grob – Rudern (0-0-1)
Mexiko-Stadt 1968: Bronze, Vierer mit Steuermann
- Andy Grünenfelder – Skilanglauf (0-0-1)
Calgary 1988: Bronze, 50 km Freistil Männer
- Emil Grünig – Schiessen (1-0-0)
London 1948: Gold, Freies Gewehr Männer
- Michael von Grünigen – Ski Alpin (0-0-1)
Nagano 1998: Bronze, Riesenslalom Männer
- Alfred Grütter – Schiessen (1-0-0)
Paris 1900: Gold, Militärgewehr, Mannschaft Männer
- Steve Guerdat – Reiten (1-1-1)
Peking 2008: Bronze, Springreiten Mannschaft
London 2012: Gold, Springreiten Einzel
Paris 2024: Silber, Springreiten Einzel
- Andrin Gulich – Rudern (0-0-1)
Paris 2024: Bronze, Zweier ohne Steuermann
- Jack Günthard – Turnen (1-1-0)
Helsinki 1952: Gold, Reck Männer
Helsinki 1952: Silber, Mehrkampf Mannschaft Männer
- Rudolf Günthardt – Reiten (0-1-0)
Rom 1960: Silber, Military Mannschaft
- Werner Günthör – Leichtathletik (0-0-1)
Seoul 1988: Bronze, Kugelstossen Männer
- Lara Gut-Behrami – Ski Alpin (1-0-2)
Sotschi 2014: Bronze, Abfahrt Frauen
Peking 2022: Bronze, Riesenslalom Frauen
Peking 2022: Gold, Super-G Frauen
- August Güttinger – Turnen (2-0-2)
Paris 1924: Gold, Barren Männer
Paris 1924: Bronze, Seilklettern Männer
Paris 1924: Bronze, Mehrkampf, Mannschaft Männer
Amsterdam 1928: Gold, Mehrkampf Mannschaft Männer
- Jean Gutweninger – Turnen (0-2-1)
Paris 1924: Silber, Seitpferd Männer
Paris 1924: Silber, Reck Männer
Paris 1924: Bronze, Mehrkampf, Mannschaft Männer
- Mario Gyr – Rudern (1-0-0)
Rio de Janeiro 2016: Gold, Leichtgewichts-Vierer ohne Steuermann
- Willy Gysi – Handball (0-0-1)
Berlin 1936: Bronze, Handball

### H
- Jean Haag – Fussball (0-1-0)
Paris 1924: Silber, Fussball Männer
- Ernst Haas – Rudern (0-1-0)
Amsterdam 1928: Silber, Vierer mit Steuermann
- Josef Haas – Skilanglauf (0-0-1)
Grenoble 1968: Bronze, 50 km Männer
- Gianna Hablützel-Bürki – Fechten (0-2-0)
Sydney 2000: Silber, Degen Mannschaft Frauen
Sydney 2000: Silber, Degen Einzel Frauen
- Fritz Hagmann – Ringen (1-0-0)
Paris 1924: Gold, Freistil, Mittelgewicht Männer
- Emil Handschin – Eishockey (0-0-1)
St. Moritz 1948: Bronze, Männer
- Hermann Hänggi – Turnen (2-1-1)
Amsterdam 1928: Gold, Seitpferd Männer
Amsterdam 1928: Silber, Mehrkampf Einzel Männer
Amsterdam 1928: Bronze, Barren Männer
Amsterdam 1928: Gold, Mehrkampf Mannschaft Männer
- Eric Hänni – Judo (0-1-0)
Tokio 1964: Silber, Leichtgewicht Männer
- Ingrid Haralamow – Kanu (0-1-0)
Atlanta 1996: Silber, 500 m Kajak-Vierer Frauen
- Josias Hartmann – Schiessen (0-0-1)
Paris 1924: Bronze, Kleinkaliber 50 m, liegend Männer
- Eduard Hauser – Skilanglauf (0-0-1)
Sapporo 1972: Bronze, 4 × 10-km-Staffel Männer
- Jan Hauser – Curling (0-0-1)
Vancouver 2010: Bronze, Männer
- Beat Hefti – Bob (1-0-3)
Salt Lake City 2002: Bronze, Zweierbob Männer
Turin 2006: Bronze, Zweierbob Männer
Turin 2006: Bronze, Viererbob Männer
Sotschi 2014: Gold, Zweierbob Männer
- Joana Heidrich – Beachvolleyball (0-0-1)
Tokio 2020: Bronze, Frauen
- Heini Hemmi – Ski Alpin (1-0-0)
Innsbruck 1976: Gold, Riesenslalom Männer
- Erland Herkenrath – Handball (0-0-1)
Berlin 1936: Bronze, Handball
- Erika Hess – Ski Alpin (0-0-1)
Lake Placid 1980: Bronze, Slalom Frauen
- Patrick Heuscher – Beachvolleyball (0-0-1)
Athen 2004: Bronze, Männer
- Martina Hingis – Tennis (0-1-0)
Rio de Janeiro 2016: Silber, Doppel Frauen
- Otto Hofer – Reiten (0-2-1)
Los Angeles 1984: Silber, Dressur Mannschaft
Los Angeles 1984: Bronze, Dressur Einzel
Seoul 1988: Silber, Dressur Mannschaft
- Sarah Höfflin – Freestyle-Skiing (1-0-0)
Pyeongchang 2018: Gold, Slopestyle Frauen
- Ambrosi Hoffmann – Ski Alpin (0-0-1)
Turin 2006: Bronze, Super-G Männer
- Willi Hofmann – Bob (0-0-1)
Grenoble 1968: Bronze, Viererbob Männer
- Wendy Holdener – Ski Alpin (1-2-2)
Pyeongchang 2018: Silber, Slalom Frauen
Pyeongchang 2018: Bronze, Alpine Kombination Frauen
Pyeongchang 2018: Gold, Mannschaftswettbewerb
Peking 2022: Bronze, Slalom Frauen
Peking 2022: Silber, Alpine Kombination Frauen
- Alexander Homberger – Rudern (0-1-1)
Berlin 1936: Bronze, Vierer mit Steuermann
Berlin 1936: Silber, Vierer ohne Steuermann
- Hans Homberger – Rudern (0-1-1)
Berlin 1936: Bronze, Vierer ohne Steuermann
Berlin 1936: Silber, Vierer mit Steuermann
- Edy Hubacher – Bob (1-0-1)
Sapporo 1972: Gold, Viererbob Männer
Sapporo 1972: Bronze, Zweierbob Männer
- Andrea Huber – Skilanglauf (0-0-1)
Salt Lake City 2002: Bronze, 4 × 5-km-Staffel Frauen
- Tanja Hüberli – Beachvolleyball (0-0-1)
Paris 2024: Bronze, Frauen
- Ernst Hufschmid – Handball (0-0-1)
Berlin 1936: Bronze, Handball
- Willy Hufschmid – Handball (0-0-1)
Berlin 1936: Bronze, Handball
- Fritz Hünenberger – Gewichtheben (0-2-0)
Antwerpen 1920: Silber, Halbschwergewicht Männer
Paris 1924: Bronze, Leichtschwergewicht Männer
- Ernst Hürlimann – Rudern (0-0-1)
Rom 1960: Bronze, Doppelzweier Männer
- Patrick Hürlimann – Curling (1-0-0)
Nagano 1998: Gold, Männer

### I
- Linda Indergand – Radsport (0-0-1)
Tokio 2020: Bronze, Mountainbike Frauen

### J
- Carlo Janka – Ski Alpin (1-0-0)
Vancouver 2010: Gold, Riesenslalom Männer
- Joseph Jehle – Schiessen (0-0-2)
Antwerpen 1920: Bronze, Armeerevolver 30 m, Mannschaft Männer
Antwerpen 1920: Bronze, Armeegewehr liegend 300 und 600 m, Mannschaft Männer
- Alphonse Julen – Biathlon (1-0-0)
Chamonix 1924: Gold, Militärpatrouille Männer
- Antoine Julen – Biathlon (1-0-0)
Chamonix 1924: Gold, Militärpatrouille Männer
- Max Julen – Ski Alpin (1-0-0)
Sarajevo 1984: Gold, Riesenslalom Männer

### K
- Alfred Kälin – Skilanglauf (0-0-1)
Sapporo 1972: Bronze, 4 × 10-km-Staffel Männer
- Alois Kälin – Skilanglauf (0-1-1)
Grenoble 1968: Silber, Nordische Kombination Männer
Sapporo 1972: Bronze, 4 × 10-km-Staffel Männer
- Urs Kälin – Ski Alpin (0-1-0)
Lillehammer 1994: Silber, Riesenslalom Männer
- Franz Kapus – Bob (1-0-0)
Cortina d’Ampezzo 1956: Gold, Viererbob Männer
- Hans Kalt – Rudern (0-1-1)
London 1948: Silber, Zweier ohne Steuermann
Helsinki 1952: Bronze, Zweier ohne Steuermann
- Josef Kalt – Rudern (0-1-0)
London 1948: Silber, Zweier ohne Steuermann
- Christian Kauter – Fechten (0-1-1)
München 1972: Silber, Degen Mannschaft Männer
Montréal 1976: Bronze, Degen Mannschaft Männer
- Emil Kellenberger – Schiessen (2-1-0)
Paris 1900: Gold, Militärgewehr 300 m, Dreistellungskampf Männer
Paris 1900: Gold, Militärgewehr, Mannschaft Männer
Paris 1900: Silber, Militärgewehr 300 m, kniend Männer
- Hippolyt Kempf – Nordische Kombination (1-1-1)
Calgary 1988: Gold, Nordische Kombination Einzel Männer
Calgary 1988: Silber, Nordische Kombination Mannschaft Männer
Lillehammer 1994: Bronze, Nordische Kombination Mannschaft Männer
- Bruno Kernen – Ski Alpin (0-0-1)
Turin 2006: Bronze, Abfahrt Männer
- Ueli Kestenholz – Snowboard (0-0-1)
Nagano 1998: Bronze, Riesenslalom Männer
- Christian Kipfer – Turnen (0-1-1)
London 1948: Bronze, Barren Männer
London 1948: Silber, Mehrkampf Mannschaft Männer
- Émile Knecht – Rudern (0-1-0)
London 1948: Silber, Vierer mit Steuermann
- Stefan Kobel – Beachvolleyball (0-0-1)
Athen 2004: Bronze, Männer
- Manuela Kormann – Curling (0-1-0)
Turin 2006: Silber, Frauen
- Gottfried Kottmann – Rudern (0-0-1)
Tokio 1964: Bronze, Einer Männer
- Fritz Kraatz – Eishockey (0-0-1)
St. Moritz 1928: Bronze, Männer
- Edmond Kramer – Fussball (0-1-0)
Paris 1924: Silber, Fussball Männer
- Fritz Kuchen – Schiessen (0-0-3)
Antwerpen 1920: Bronze, Armeegewehr 300 m, liegend Männer
Antwerpen 1920: Bronze, Armeegewehr 300 m und 600 m, liegend, Mannschaft Männer
Antwerpen 1920: Bronze, Armeegewehr, Dreistellungskampf Männer
- Charles-Gustave Kuhn – Reitsport (0-0-1)
Amsterdam 1928: Bronze, Jagdspringen Männer
- Patrizia Kummer – Snowboard (1-0-0)
Sotschi 2014: Gold, Parallel-Riesenslalom Frauen
- Xaver Kurmann – Radsport (0-1-1)
Mexiko-Stadt 1968: Bronze, 4000-m-Einerverfolgung Männer
München 1972: Silber, 4000-m-Einerverfolgung Männer
- Ernst Kyburz – Ringen (1-0-0)
Amsterdam 1928: Gold, Freistil, Mittelgewicht Männer

### L
- Émile Lachapelle – Rudern (1-0-0)
Paris 1924: Gold, Zweier mit Steuermann
- Stéphane Lambiel – Eiskunstlauf (0-1-0)
Turin 2006: Silber, Einzel Männer
- Sophie Lamon – Fechten (0-1-0)
Sydney 2000: Silber, Degen Mannschaft Frauen
- Thomas Lamparter – Bob (0-0-1)
Turin 2006: Bronze, Viererbob Männer
- Rolf Larcher – Rudern (0-0-1)
Rom 1960: Bronze, Doppelzweier Männer
- Ulrich Lehmann – Reiten (0-1-0)
Montréal 1976: Silber, Dressur Mannschaft
- Walter Lehmann – Turnen (0-3-0)
London 1948: Silber, Reck Männer
London 1948: Silber, Mehrkampf Einzel Männer
London 1948: Silber, Mehrkampf Mannschaft Männer
- Walter Leiser – Rudern (0-1-0)
Helsinki 1952: Silber, Vierer mit Steuermann
- Natascia Leonardi Cortesi – Skilanglauf (0-0-1)
Salt Lake City 2002: Bronze, 4 × 5-km-Staffel Frauen
- Chiara Leone – Schiessen (1-0-0)
Paris 2024: Gold, 50 m Kleinkaliber-Dreistellungskampf Frauen
- Evelyne Leu – Freestyle-Skiing (1-0-0)
Turin 2006: Gold, Aerials Frauen
- Hans Leutenegger – Bob (1-0-0)
Sapporo 1972: Gold, Viererbob Männer
- Donghua Li – Turnen (1-0-0)
Atlanta 1996: Gold, Seitpferd Männer
- Christina Liebherr – Reiten (0-0-1)
Peking 2008: Bronze, Springreiten Mannschaft
- Steve Locher – Ski Alpin (0-0-1)
Albertville 1992: Bronze, Alpine Kombination Männer
- Heini Lohrer – Eishockey (0-0-1)
St. Moritz 1948: Bronze, Männer
- Werner Lohrer – Eishockey (0-0-1)
St. Moritz 1948: Bronze, Männer
- Patrik Lörtscher – Curling (1-0-0)
Nagano 1998: Gold, Männer
- Peter Lötscher – Fechten (0-1-0)
München 1972: Silber, Degen Mannschaft Männer
- Robert Lucy – Turnen (0-1-0)
London 1948: Silber, Mehrkampf Mannschaft Männer
- Friedrich Lüthi – Schiessen (1-0-0)
Paris 1900: Gold, Freie Pistole 50 m, Mannschaft Männer
- Jacques Lüthy – Ski Alpin (0-0-1)
Lake Placid 1980: Bronze, Slalom Männer
- Jessica Lutz – Eishockey (0-0-1)
Sotschi 2014: Bronze, Frauen

### M
- Eugen Mack – Turnen (2-4-2)
Amsterdam 1928: Bronze, Reck Männer
Amsterdam 1928: Gold, Mehrkampf Mannschaft Männer
Amsterdam 1928: Gold, Pferdsprung Männer
Berlin 1936: Bronze, Boden Männer
Berlin 1936: Silber, Mehrkampf Einzel Männer
Berlin 1936: Silber, Seitpferd Männer
Berlin 1936: Silber, Mehrkampf Mannschaft Männer
Berlin 1936: Silber, Pferdsprung Männer
- Albert Madörin – Bob (0-0-1)
Oslo 1952: Bronze, Viererbob Männer
- Beat Mändli – Reiten (0-1-0)
Sydney 2000: Silber, Springreiten Mannschaft
- Dominik Märki – Curling (0-0-1)
Pyeongchang 2018: Bronze, Männer
- Arnold Martignoni – Eishockey (0-0-1)
St. Moritz 1928: Bronze, Männer
- Rudolf Marti – Bob (0-2-0)
Innsbruck 1976: Silber, Viererbob Männer
Lake Placid 1980: Silber, Viererbob Männer
- Paul Martin – Leichtathletik (0-1-0)
Paris 1924: Silber, 800 m Männer
- Julia Marty – Eishockey (0-0-1)
Sotschi 2014: Bronze, Frauen
- Stefanie Marty – Eishockey (0-0-1)
Sotschi 2014: Bronze, Frauen
- Franco Marvulli – Radsport (0-1-0)
Athen 2004: Silber, Madison Männer
- Werner Mattle – Ski Alpin (0-0-1)
Sapporo 1972: Bronze, Riesenslalom Männer
- Brigitte McMahon – Triathlon (1-0-0)
Sydney 2000: Gold, Frauen
- Lesley McNaught – Reiten (0-1-0)
Sydney 2000: Silber, Springreiten Mannschaft
- Kurt Meier – Bob (1-1-0)
Calgary 1988: Gold, Viererbob Männer
Lillehammer 1994: Silber, Viererbob Männer
- Paul Meister – Fechten (0-0-1)
Helsinki 1952: Bronze, Degen Mannschaft Männer
- Willi Melliger – Reiten (0-2-0)
Atlanta 1996: Silber, Springreiten Einzel
Sydney 2000: Silber, Springreiten Mannschaft
- Heini Meng – Eishockey (0-0-1)
St. Moritz 1928: Bronze, Männer
- Adolfo Mengotti – Fussball (0-1-0)
Paris 1924: Silber, Fussball Männer
- Magali Di Marco Messmer – Triathlon (0-0-1)
Sydney 2000: Bronze, Frauen
- Manfred Metzger – Segeln (0-0-1)
Rom 1960: Bronze, 5,5-m-Klasse Männer
- Daniela Meuli – Snowboard (1-0-0)
Turin 2006: Gold, Parallel-Riesenslalom Frauen
- Antoinette Meyer – Ski Alpin (0-1-0)
St. Moritz 1948: Silber, Slalom Frauen
- Joseph Meyer – Rudern (0-1-0)
Amsterdam 1928: Silber, Vierer mit Steuermann
- Werner Meyer – Handball (0-0-1)
Berlin 1936: Bronze, Handball
- Georges Miez – Turnen (4-3-1)
Paris 1924: Bronze, Mehrkampf Mannschaft Männer
Amsterdam 1928: Gold, Reck Männer
Amsterdam 1928: Gold, Mehrkampf Einzel Männer
Amsterdam 1928: Silber, Seitpferd Männer
Amsterdam 1928: Gold, Mehrkampf Mannschaft Männer
Los Angeles 1932: Silber, Boden Männer
Berlin 1936: Gold, Boden Männer
Berlin 1936: Silber, Mehrkampf Mannschaft Männer
- Hans Minder – Ringen (0-0-1)
Amsterdam 1928: Bronze, Freistil, Federgewicht Männer
- Georg Mischon – Handball (0-0-1)
Berlin 1936: Bronze, Handball
- Roman Mityukov – Schwimmen (0-0-1)
Paris 2024: Bronze, 200 m Rücken Männer
- André Moccand – Rudern (0-1-0)
London 1948: Silber, Vierer mit Steuermann
- Karl Molitor – Ski Alpin (0-1-1)
St. Moritz 1948: Silber, Alpine Kombination Männer
St. Moritz 1948: Bronze, Abfahrt Männer
- Curdin Morell – Bob (0-0-1)
Albertville 1992: Bronze, Viererbob Männer
- Anton Morosani – Eishockey (0-0-1)
St. Moritz 1928: Bronze, Männer
- Hans Moser – Reiten (1-0-0)
London 1948: Gold, Dressur Männer
- Michèle Moser – Curling (0-1-0)
Turin 2006: Silber, Frauen
- Adolf Müller – Ringen (0-0-1)
London 1948: Bronze, Freistil, Federgewicht Männer
- Alina Müller – Eishockey (0-0-1)
Sotschi 2014: Bronze, Frauen
- Daniel Müller – Curling (1-0-0)
Nagano 1998: Gold, Männer
- Gabi Müller – Kanu (0-1-0)
Atlanta 1996: Silber, 500 m Kajak-Vierer Frauen
- Kurt Müller – Schiessen (0-0-1)
Mexiko-Stadt 1968: Bronze, Freies Gewehr Männer
- Otto Müller – Ringen (0-0-1)
Paris 1924: Bronze, Freistil, Halbmittelgewicht Männer
- Peter Müller – Ski Alpin (0-2-0)
Sarajevo 1984: Silber, Abfahrt Männer
Calgary 1988: Silber, Abfahrt Männer
- Toni Müller – Curling (0-0-1)
Vancouver 2010: Bronze, Männer
- Xeno Müller – Rudern (1-1-0)
Atlanta 1996: Gold, Einer Männer
Sydney 2000: Silber, Einer Männer
- Pierre Musy – Bob (1-0-0)
Garmisch-Partenkirchen 1936: Gold, Viererbob Männer

### N
- Katrin Nabholz – Eishockey (0-0-1)
Sotschi 2014: Bronze, Frauen
- Marie-Theres Nadig – Ski Alpin (2-0-1)
Sapporo 1972: Gold, Abfahrt Frauen
Sapporo 1972: Gold, Riesenslalom Frauen
Lake Placid 1980: Bronze, Abfahrt Frauen
- Sonja Nef – Ski Alpin (0-0-1)
Salt Lake City 2002: Bronze, Riesenslalom Frauen
- Jolanda Neff – Radsport (1-0-0)
Tokio 2020: Gold, Mountainbike Frauen
- Alfred Neveu – Bob (1-0-0)
Chamonix 1924: Gold, Viererbob Männer
- Simon Niepmann – Rudern (1-0-0)
Rio de Janeiro 2016: Gold, Leichtgewichts-Vierer ohne Steuermann
- Ernst Nievergelt – Radsport (0-1-1)
Berlin 1936: Silber, Mannschaftszeitfahren Männer
Berlin 1936: Bronze, Strassenrennen Männer
- Daniel Nipkow – Schiessen (0-1-0)
Los Angeles 1984: Silber, Kleinkaliber Dreistellungskampf Männer
- Olivia Nobs – Snowboard (0-0-1)
Vancouver 2010: Bronze, Snowboardcross Frauen
- Louis Noverraz – Segeln (0-1-0)
Mexiko-Stadt 1968: Silber, 5,5-m-Klasse Männer
- Markus Nüssli – Bob (0-1-0)
Nagano 1998: Silber, Viererbob Männer

### O
- August Oberhauser – Fussball (0-1-0)
Paris 1924: Silber, Fussball Männer
- Marco Odermatt – Ski Alpin (1-0-0)
Peking 2022: Gold, Riesenslalom Männer
- Brigitte Oertli – Ski Alpin (0-2-0)
Calgary 1988: Silber, Abfahrt Frauen
Calgary 1988: Silber, Alpine Kombination Frauen
- Ralph Olinger – Ski Alpin (0-0-1)
St. Moritz 1948: Bronze, Abfahrt Männer
- Denis Oswald – Rudern (0-0-1)
Mexiko-Stadt 1968: Bronze, Vierer mit Steuermann
- Mirjam Ott – Curling (0-2-0)
Salt Lake City 2002: Silber, Frauen
Turin 2006: Silber, Frauen
- Kurt Ott – Radsport (0-1-0)
Berlin 1936: Silber, Mannschaftszeitfahren Männer

### P
- Robert Pache – Fussball (0-1-0)
Paris 1924: Silber, Fussball Männer
- Claudio Pätz – Curling (0-0-1)
Pyeongchang 2018: Bronze, Männer
- Maya Pedersen-Bieri – Skeleton (1-0-0)
Turin 2006: Gold, Skeleton Frauen
- Reto Perl – Eishockey (0-0-1)
St. Moritz 1948: Bronze, Männer
- Diego Perren – Curling (1-0-0)
Nagano 1998: Gold, Männer
- Jenny Perret – Curling (0-1-0)
Pyeongchang 2018: Silber, Mixed Doubles
- Otto Pfister – Turnen (1-0-1)
Paris 1924: Bronze, Mehrkampf Mannschaft Männer
Amsterdam 1928: Gold, Mehrkampf Mannschaft Männer
- Paul Piaget – Rudern (0-0-1)
Antwerpen 1920: Bronze, Zweier mit Steuermann
- Iouri Podladtchikov – Snowboard (1-0-0)
Sotschi 2014: Gold, Halfpipe Männer
- Gebhard Poltera – Eishockey (0-0-1)
St. Moritz 1948: Bronze, Männer
- Ulrich Poltera – Eishockey (0-0-1)
St. Moritz 1948: Bronze, Männer
- Bernard de Pourtalès – Segeln (1-0-0)
Paris 1900: Gold, Zweitonner, Mannschaft
- Hélène de Pourtalès – Segeln (1-0-0)
Paris 1900: Gold, Zweitonner, Mannschaft
- Hermann de Pourtalès – Segeln (1-0-0)
Paris 1900: Gold, Zweitonner, Mannschaft
- Michel Poffet – Fechten (0-0-1)
Montréal 1976: Bronze, Degen Mannschaft Männer
- Aron Pollitz – Fussball (0-1-0)
Paris 1924: Silber, Fussball Männer
- Noè Ponti – Schwimmen (0-0-1)
Tokio 2020: Bronze, 100 m Schmetterling Männer
- Alfred Probst – Rudern (1-0-1)
Paris 1924: Gold, Vierer mit Steuermann
Paris 1924: Bronze, Vierer ohne Steuermann
- Paul Probst – Schiessen (1-0-0)
Paris 1900: Gold, Freie Pistole 50 m, Mannschaft Männer
- Hans Pulver – Fussball (0-1-0)
Paris 1924: Silber, Fussball Männer

### R
- Daniel Ramseier – Reiten (0-1-0)
Seoul 1988: Silber, Dressur Mannschaft
- Doris Ramseier – Reiten (0-1-0)
Montréal 1976: Silber, Dressur Mannschaft
- Rudolf Ramseyer – Fussball (0-1-0)
Paris 1924: Silber, Fussball Männer
- Marco Ramstein – Curling (0-0-1)
Salt Lake City 2002: Bronze, Männer
- Evelina Raselli – Eishockey (0-0-1)
Sotschi 2014: Bronze, Frauen
- Antoine Rebetez – Turnen (0-0-2)
Paris 1924: Bronze, Seitpferd Männer
Paris 1924: Bronze, Mehrkampf, Mannschaft Männer
- Ryan Regez – Freestyle-Skiing (1-0-0)
Peking 2022: Gold, Skicross Männer
- Christian Reich – Bob (0-1-0)
Salt Lake City 2002: Silber, Zweierbob Männer
- Jacob Reich – Schiessen (0-0-1)
Antwerpen 1920: Bronze, Armeegewehr, Dreistellungskampf Männer
- Rudolf Reichling – Rudern (0-1-0)
London 1948: Silber, Vierer mit Steuermann
- Arthur Reinmann – Gewichtheben (0-0-1)
Paris 1924: Bronze, Federgewicht Männer
- Edy Reinalter – Ski Alpin (1-0-0)
St. Moritz 1948: Gold, Slalom Männer
- Michael Reusch – Turnen (1-4-0)
Berlin 1936: Silber, Barren Männer
Berlin 1936: Silber, Mehrkampf Mannschaft Männer
London 1948: Gold, Barren Männer
London 1948: Silber, Ringe Männer
London 1948: Silber, Mehrkampf Mannschaft Männer
- Marlen Reusser – Radsport (0-1-0)
Tokio 2020: Silber, Einzelzeitfahren Frauen
- Fabienne Reuteler – Snowboard (0-0-1)
Salt Lake City 2002: Bronze, Halfpipe Frauen
- Adolphe Reymond – Fussball (0-1-0)
Paris 1924: Silber, Fussball Männer
- Pascal Richard – Radsport (1-0-0)
Atlanta 1996: Gold, Strassenrennen Männer
- Louis-Marcel Richardet – Schiessen (2-0-0)
Paris 1900: Gold, Freie Pistole 50 m, Mannschaft Männer
Paris 1900: Gold, Militärgewehr, Mannschaft Männer
- Sven Riederer – Triathlon (0-0-1)
Athen 2004: Bronze, Männer
- Martin Rios – Curling (0-1-0)
Pyeongchang 2018: Silber, Mixed Doubles
- Bruno Risi – Radsport (0-1-0)
Athen 2004: Silber, Madison Männer
- Heidi Robbiani – Reiten (0-0-1)
Los Angeles 1984: Bronze, Springreiten Einzel
- Laurence Rochat – Skilanglauf (0-0-1)
Salt Lake City 2002: Bronze, 4 × 5-km-Staffel Frauen
- Karl Conrad Röderer – Schiessen (2-0-0)
Paris 1900: Gold, Freie Pistole 50 m Männer
Paris 1900: Gold, Freie Pistole 50 m, Mannschaft Männer
- Marcel Rohner – Bob (0-1-0)
Nagano 1998: Silber, Viererbob Männer
- Diana Romagnoli – Fechten (0-1-0)
Sydney 2000: Silber, Degen Mannschaft Frauen
- Roman Röösli – Rudern (0-0-1)
Paris 2024: Bronze, Zweier ohne Steuermann
- Marc Rosset – Tennis (1-0-0)
Barcelona 1992: Gold, Einzel Männer
- Robert Roth – Ringen (1-0-0)
Antwerpen 1920: Gold, Freistil, Schwergewicht Männer
- Jürg Röthlisberger – Judo (1-0-1)
Montréal 1976: Bronze, Halbschwergewicht Männer
Moskau 1980: Gold, Mittelgewicht Männer
- Nadia Röthlisberger – Curling (0-1-0)
Salt Lake City 2002: Silber, Frauen
- Max Rudolf – Rudern (1-0-0)
Antwerpen 1920: Gold, Vierer mit Steuermann
- Paul Rudolf – Rudern (1-0-0)
Antwerpen 1920: Gold, Vierer mit Steuermann
- Beat Rüedi – Eishockey (0-0-1)
St. Moritz 1948: Bronze, Männer
- Luzius Rüedi – Eishockey (0-0-1)
St. Moritz 1928: Bronze, Männer
- Yvonne Rüegg – Ski Alpin (1-0-0)
Squaw Valley 1960: Gold, Riesenslalom Frauen
- Otto Rüfenacht – Fechten (0-0-1)
Helsinki 1952: Bronze, Degen Mannschaft Männer
- Bernhard Russi – Ski Alpin (1-1-0)
Sapporo 1972: Gold, Abfahrt Männer
Innsbruck 1976: Silber, Abfahrt Männer
- Markus Ryffel – Leichtathletik (0-1-0)
Los Angeles 1984: Silber, 5000 m Männer
- Eugène Ryter – Gewichtheben (0-0-1)
Antwerpen 1920: Bronze, Federgewicht Männer

### S
- Urs Salzmann – Bob (0-0-1)
Sarajevo 1984: Bronze, Viererbob Männer
- Christoph Sauser – Radsport (0-0-1)
Sydney 2000: Bronze, Mountainbike Männer
- Andreas Schaad – Nordische Kombination (0-1-1)
Calgary 1988: Silber, Nordische Kombination Mannschaft Männer
Lillehammer 1994: Bronze, Nordische Kombination Mannschaft Männer
- Willy Schäfer – Handball (0-0-1)
Berlin 1936: Bronze, Handball
- Theodor Schär – Fussball (0-1-0)
Paris 1924: Silber, Fussball Männer
- Erich Schärer – Bob (1-2-1)
Innsbruck 1976: Silber, Viererbob Männer
Innsbruck 1976: Bronze, Zweierbob Männer
Lake Placid 1980: Silber, Viererbob Männer
Lake Placid 1980: Gold, Zweierbob Männer
- Willy Schärer – Leichtathletik (0-1-0)
Paris 1924: Silber, 1500 m Männer
- Samuel Schatzmann – Reiten (0-1-0)
Seoul 1988: Silber, Dressur Mannschaft
- Heinrich Scheller – Rudern (0-1-0)
Helsinki 1952: Silber, Vierer mit Steuermann
- Florence Schelling – Eishockey (0-0-1)
Sotschi 2014: Bronze, Frauen
- Eduard Scherrer – Bob (1-0-0)
Chamonix 1924: Gold, Viererbob Männer
- Jan Scherrer – Snowboard (0-0-1)
Peking 2022: Bronze, Halfpipe Männer
- Werner Scheurmann – Handball (0-0-1)
Berlin 1936: Bronze, Handball
- Martina Schild – Ski Alpin (0-1-0)
Turin 2006: Silber, Abfahrt Frauen
- Lorenz Schindelholz – Bob (0-0-1)
Albertville 1992: Bronze, Viererbob Männer
- Alfred Schläppi – Bob (1-0-0)
Chamonix 1924: Gold, Viererbob Männer
- Heinrich Schläppi – Bob (1-0-0)
Chamonix 1924: Gold, Viererbob Männer
- Hedy Schlunegger – Ski Alpin (1-0-0)
St. Moritz 1948: Gold, Abfahrt Frauen
- Eduard Schmid – Handball (0-0-1)
Berlin 1936: Bronze, Handball
- Karl Schmid – Rudern (0-1-1)
Berlin 1936: Bronze, Vierer ohne Steuermann
Berlin 1936: Silber, Vierer mit Steuermann
- Kurt Schmid – Rudern (0-0-1)
Helsinki 1952: Bronze, Zweier ohne Steuermann
- Mike Schmid – Freestyle-Skiing (1-0-0)
Vancouver 2010: Gold, Skicross Männer
- Paul Schmiedlin – Fussball (0-1-0)
Paris 1924: Silber, Fussball Männer
- Erich Schmitt – Handball (0-0-1)
Berlin 1936: Bronze, Handball
- Werner Schneeberger – Schiessen (0-0-2)
Antwerpen 1920: Bronze, Armeegewehr liegend Mannschaft Männer
Antwerpen 1920: Bronze, Freies Gewehr Dreistellungskampf Mannschaft Männer
- Josef Schneider – Rudern (0-0-1)
Paris 1924: Bronze, Einer Männer
- Vreni Schneider – Ski Alpin (3-1-1)
Calgary 1988: Gold, Slalom Frauen
Calgary 1988: Gold, Riesenslalom Frauen
Lillehammer 1994: Gold, Slalom Frauen
Lillehammer 1994: Silber, Kombination Frauen
Lillehammer 1994: Bronze, Riesenslalom Frauen
- Rudolf Schnyder – Schiessen (0-1-0)
London 1948: Silber, Scheibenpistole Männer
- Philipp Schoch – Snowboard (2-0-0)
Salt Lake City 2002: Gold, Parallel-Riesenslalom Männer
Turin 2006: Gold, Parallel-Riesenslalom Männer
- Simon Schoch – Snowboard (0-1-0)
Turin 2006: Silber, Parallel-Riesenslalom Männer
- Hans Schöchlin – Rudern (1-0-0)
Amsterdam 1928: Gold, Zweier mit Steuermann
- Karl Schöchlin – Rudern (1-0-0)
Amsterdam 1928: Gold, Zweier mit Steuermann
- Andreas Schönbächler – Freestyle-Skiing (1-0-0)
Lillehammer 1994: Gold, Aerials Männer
- Erich Schriever – Rudern (0-1-0)
London 1948: Silber, Vierer mit Steuermann
- Otto Schubiger – Eishockey (0-0-1)
St. Moritz 1948: Bronze, Männer
- Simon Schürch – Rudern (1-0-0)
Rio de Janeiro 2016: Gold, Leichtgewichts-Vierer ohne Steuermann
- Niklaus Schurtenberger – Reiten (0-0-1)
Peking 2008: Bronze, Springreiten Mannschaft
- Nino Schurter – Radsport (1-1-1)
Peking 2008: Bronze, Mountainbike Männer
London 2012: Silber, Mountainbike Männer
Rio de Janeiro 2016: Gold, Mountainbike Männer
- Arthur Tell Schwab – Leichtathletik (0-1-0)
Berlin 1936: Silber, 50-km-Gehen Männer
- Fritz Schwab – Leichtathletik (0-1-1)
London 1948: Bronze, 10.000-m-Gehen Männer
Helsinki 1952: Silber, 10.000-m-Gehen Männer
- Andreas Schwaller – Curling (0-0-1)
Salt Lake City 2002: Bronze, Männer
- Christof Schwaller – Curling (0-0-1)
Salt Lake City 2002: Bronze, Männer
- Benoît Schwarz – Curling (0-0-1)
Pyeongchang 2018: Bronze, Männer
- Hans Schwarzenbach – Reiten (0-1-0)
Rom 1960: Silber, Military Mannschaft
- Hans Schwarzentruber – Turnen (0-1-0)
Helsinki 1952: Silber, Mehrkampf Mannschaft Männer
- Karl Schwegler – Rudern (0-1-0)
Amsterdam 1928: Silber, Vierer mit Steuermann
- Beat Schwerzmann – Rudern (0-1-0)
Seoul 1988: Silber, Doppelzweier Männer
- Pius Schwizer – Reiten (0-0-1)
Peking 2008: Bronze, Springreiten Mannschaft
- Eugen Seiterle – Handball (0-0-1)
Berlin 1936: Bronze, Handball
- Beat Seitz – Bob (0-1-0)
Nagano 1998: Silber, Viererbob Männer
- Domenico Semeraro – Bob (0-1-0)
Lillehammer 1994: Silber, Viererbob Männer
- Bernhard Siegenthaler – Schiessen (0-0-1)
Antwerpen 1920: Bronze, Freies Gewehr Dreistellungskampf Mannschaft Männer
- Eugen Sigg – Rudern (1-0-1)
Paris 1924: Gold, Vierer mit Steuermann
Paris 1924: Bronze, Vierer ohne Steuermann
- Gian Simmen – Snowboard (1-0-0)
Nagano 1998: Gold, Halfpipe Männer
- Fanny Smith – Freestyle-Skiing (0-0-2)
Pyeongchang 2018: Bronze, Skicross Frauen
Peking 2022: Bronze, Skicross Frauen
- Valeria Spälty – Curling (0-1-0)
Turin 2006: Silber, Frauen
- Hans Rudolf Spillmann – Schiessen (0-1-0)
Rom 1960: Silber, Freies Gewehr Dreistellungskampf Männer
- Nicola Spirig – Triathlon (1-1-0)
London 2012: Gold, Frauen
Rio de Janeiro 2016: Silber, Frauen
- Rolf Spring – Rudern (0-1-0)
Berlin 1936: Silber, Vierer mit Steuermann
- Konrad Stäheli – Schiessen (3-0-1)
Paris 1900: Gold, Militärgewehr 300 m kniend Männer
Paris 1900: Gold, Freie Pistole 50 m, Mannschaft Männer
Paris 1900: Gold, Militärgewehr, Mannschaft Männer
Paris 1900: Bronze, Freie Pistole 50 m Männer
- Gregor Stähli – Skeleton (0-0-2)
Salt Lake City 2002: Bronze, Männer
Turin 2006: Bronze, Männer
- Josef Stalder – Turnen (1-3-3)
London 1948: Gold, Reck Männer
London 1948: Silber, Mehrkampf Mannschaft Männer
London 1948: Bronze, Barren Männer
Helsinki 1952: Silber, Mehrkampf Mannschaft Männer
Helsinki 1952: Silber, Reck Männer
Helsinki 1952: Bronze, Mehrkampf Männer
Helsinki 1952: Bronze, Barren Männer
- Lara Stalder – Eishockey (0-0-1)
Sotschi 2014: Bronze, Frauen
- Phoebe Stänz – Eishockey (0-0-1)
Sotschi 2014: Bronze, Frauen
- Paul Staub – Rudern (1-0-0)
Antwerpen 1920: Gold, Vierer mit Steuermann
- Roger Staub – Ski Alpin (1-0-0)
Squaw Valley 1960: Gold, Riesenslalom Männer
- Peter Stebler – Rudern (0-1-0)
London 1948: Silber, Vierer mit Steuermann
- Eduard Steinemann – Turnen (1-1-0)
Amsterdam 1928: Gold, Mehrkampf Mannschaft Männer
Berlin 1936: Silber, Mehrkampf Mannschaft Männer
- Walter Steiner – Skispringen (0-1-0)
Sapporo 1972: Silber, Skispringen Grossschanze Männer
- Giulia Steingruber – Turnen (0-0-1)
Rio de Janeiro 2016: Bronze, Sprung Frauen
- Marcel Stern – Segeln (0-1-0)
Mexiko-Stadt 1968: Silber, 5,5-m-Klasse Männer
- Heinz Stettler – Bob (0-0-1)
Sarajevo 1984: Bronze, Viererbob Männer
- Anja Stiefel – Eishockey (0-0-1)
Sotschi 2014: Bronze, Frauen
- Werner Stocker – Bob (1-0-0)
Calgary 1988: Gold, Viererbob Männer
- Fritz Stöckli – Ringen (0-1-0)
London 1948: Silber, Freistil, Halbschwergewicht Männer
- Ralph Stöckli – Curling (0-0-1)
Vancouver 2010: Bronze, Männer
- Max Streib – Handball (0-0-1)
Berlin 1936: Bronze, Handball
- Simon Strübin – Curling (0-0-1)
Vancouver 2010: Bronze, Männer
- Werner Stuber – Reiten (0-1-0)
Paris 1924: Silber, Springreiten, Mannschaft
- Christine Stückelberger – Reiten (1-3-1)
Montréal 1976: Gold, Dressur Einzel
Montréal 1976: Silber, Dressur Mannschaft
Los Angeles 1984: Silber, Dressur Mannschaft
Seoul 1988: Silber, Dressur Mannschaft
Seoul 1988: Bronze, Dressur Einzel
- Emil Studer – Turnen (0-1-0)
London 1948: Silber, Mehrkampf Mannschaft Männer
- Robert Studer – Handball (0-0-1)
Berlin 1936: Bronze, Handball
- Paul Sturzenegger – Fussball (0-1-0)
Paris 1924: Silber, Fussball Männer
- François Suchanecki – Fechten (0-1-1)
München 1972: Silber, Degen Mannschaft Männer
Montréal 1976: Bronze, Degen Mannschaft Männer
- Corinne Suter – Ski Alpin (1-0-0)
Peking 2022: Gold, Abfahrt Frauen

### T
- Valentin Tanner – Curling (0-0-1)
Pyeongchang 2018: Bronze, Männer
- Melchior Thalmann – Turnen (0-2-0)
London 1948: Silber, Mehrkampf Mannschaft Männer
Helsinki 1952: Silber, Mehrkampf Mannschaft Männer
- Sandra Thalmann – Eishockey (0-0-1)
Sotschi 2014: Bronze, Frauen
- Heinrich Thoma – Rudern (0-0-1)
Paris 1924: Bronze, Doppelzweier Männer
- Karin Thürig – Radsport (0-0-2)
Athen 2004: Bronze, Einzelzeitfahren Frauen
Peking 2008: Bronze, Einzelzeitfahren Frauen
- Richard Torriani – Eishockey (0-0-2)
St. Moritz 1928: Bronze, Männer
St. Moritz 1948: Bronze, Männer
- Gottfried Trachsel – Reiten (0-1-1)
Helsinki 1952: Silber, Dressur Mannschaft
Melbourne 1956: Bronze, Dressur Mannschaft
- Lucas Tramèr – Rudern (1-0-0)
Rio de Janeiro 2016: Gold, Leichtgewichts-Vierer ohne Steuermann
- Hans-Martin Trepp – Eishockey (0-0-1)
St. Moritz 1948: Bronze, Männer
- Richard Trinkler – Radsport (0-1-0)
Los Angeles 1984: Silber, 100-km-Mannschaftszeitfahren Männer
- Jean Tschabold – Turnen (0-1-0)
Helsinki 1952: Silber, Mehrkampf Mannschaft Männer

### V
- Mario Valota – Fechten (0-0-1)
Helsinki 1952: Bronze, Degen Mannschaft Männer
- Denis Vaucher – Biathlon (1-0-0)
Chamonix 1924: Gold, Militärpatrouille Männer
- Anouk Vergé-Dépré – Beachvolleyball (0-0-1)
Tokio 2020: Bronze, Frauen
- Laurent Vial – Radsport (0-1-0)
Los Angeles 1984: Silber, 100-km-Mannschaftszeitfahren Männer
- Sandro Viletta – Ski Alpin (1-0-0)
Sotschi 2014: Gold, Super-Kombination Männer

### W
- Nina Waidacher – Eishockey (0-0-1)
Sotschi 2014: Bronze, Frauen
- Fritz Waller – Bob (1-0-0)
St. Moritz 1948: Gold, Zweierbob Männer
- Maria Walliser – Ski Alpin (0-1-2)
Sarajevo 1984: Silber, Abfahrt Frauen
Calgary 1988: Bronze, Alpine Kombination Frauen
Calgary 1988: Bronze, Riesenslalom Frauen
- Hans Walter – Rudern (2-0-1)
Antwerpen 1920: Gold, Vierer mit Steuermann
Paris 1924: Gold, Vierer mit Steuermann
Paris 1924: Bronze, Vierer ohne Steuermann
- Josef Walter – Turnen (0-2-0)
Berlin 1936: Silber, Boden Männer
Berlin 1936: Silber, Mehrkampf Mannschaft Männer
- Harry Warburton – Bob (0-0-1)
Cortina d’Ampezzo 1956: Bronze, Zweierbob Männer
- Hugo Waser – Rudern (0-0-1)
Mexiko-Stadt 1968: Bronze, Vierer mit Steuermann
- Stephan Waser – Bob (0-0-2)
Oslo 1952: Bronze, Viererbob Männer
Oslo 1952: Bronze, Zweierbob Männer
- Markus Wasser – Bob (0-1-0)
Nagano 1998: Silber, Viererbob Männer
- Stanislas Wawrinka – Tennis (1-0-0)
Peking 2008: Gold, Doppel Männer
- Gottlieb Weber – Radsport (0-1-0)
Berlin 1936: Silber, Mannschaftszeitfahren Männer
- Gustav Weder – Bob (2-1-1)
Albertville 1992: Gold, Zweierbob Männer
Albertville 1992: Bronze, Viererbob Männer
Lillehammer 1994: Gold, Zweierbob Männer
Lillehammer 1994: Silber, Viererbob Männer
- Karl Weidmann – Rudern (0-1-0)
Helsinki 1952: Silber, Vierer mit Steuermann
- Walter Weiler – Fussball (0-1-0)
Paris 1924: Silber, Fussball Männer
- Melchior Wezel – Turnen (1-0-0)
Amsterdam 1928: Gold, Mehrkampf Mannschaft Männer
- Jean Wicki – Bob (1-0-2)
Grenoble 1968: Bronze, Viererbob Männer
Sapporo 1972: Gold, Viererbob Männer
Sapporo 1972: Bronze, Zweierbob Männer
- Caspar Widmer – Schiessen (0-0-2)
Antwerpen 1920: Bronze, Armeegewehr 300 m und 600 m, liegend, Mannschaft Männer
Antwerpen 1920: Bronze, Armeegewehr, Dreistellungskampf Männer
- Rudolf Wirz – Handball (0-0-1)
Berlin 1936: Bronze, Handball
- Henri Wernli – Ringen (0-1-0)
Paris 1924: Silber, Freistil, Schwergewicht Männer
- Carl Widmer – Turnen (0-0-1)
Paris 1924: Bronze, Mehrkampf, Mannschaft Männer
- Josef Wilhelm – Turnen (1-0-1)
Paris 1924: Gold, Seitpferd Männer
Paris 1924: Bronze, Mehrkampf, Mannschaft Männer
- Benno Wiss – Radsport (0-1-0)
Los Angeles 1984: Silber, 100-km-Mannschaftszeitfahren Männer

### Y
- Daniel Yule – Ski Alpin (1-0-0)
Pyeongchang 2018: Gold, Mannschaftswettbewerb

### Z
- Oswald Zappelli – Fechten (0-1-2)
London 1948: Silber, Degen Männer
Helsinki 1952: Bronze, Degen Männer
Helsinki 1952: Bronze, Degen Mannschaft Männer
- Ramon Zenhäusern – Ski Alpin (1-1-0)
Pyeongchang 2018: Silber, Slalom Männer
Pyeongchang 2018: Gold, Mannschaftswettbewerb
- Fritz Zulauf – Schiessen (0-0-2)
Antwerpen 1920: Bronze, Schnellfeuerpistole 25 m Männer
Antwerpen 1920: Bronze, Armeerevolver 30 m, Mannschaft Männer
- Pirmin Zurbriggen – Ski Alpin (1-0-1)
Calgary 1988: Gold, Abfahrt Männer
Calgary 1988: Bronze, Riesenslalom Männer
- Silvan Zurbriggen – Ski Alpin (0-0-1)
Vancouver 2010: Bronze, Super-Kombination Männer
- Louis Zutter – Turnen (1-2-0)
Athen 1896: Gold, Pauschenpferd Männer
Athen 1896: Silber, Barren Männer
Athen 1896: Silber, Pferdsprung Männer